# Joe Fletcher

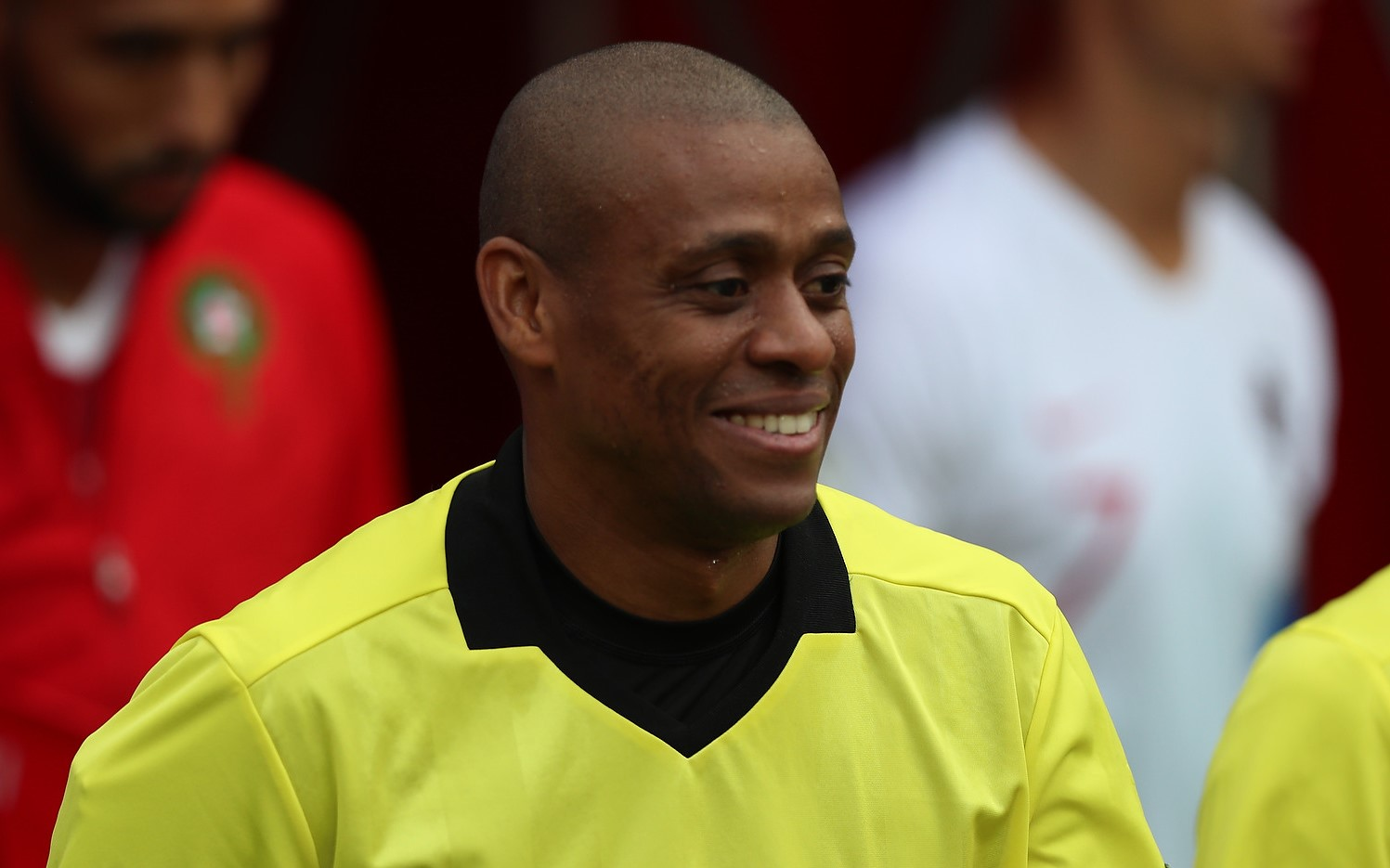
Joe Fletcher (2018)

Joe Fletcher (* 10. September 1976 in Niagara Falls, Ontario) ist ein ehemaliger kanadischer Fußballschiedsrichterassistent.
Fletcher begann im Alter von 14 Jahren als Schiedsrichter. Er war von Juni 2007 bis November 2018 Schiedsrichterassistent in der Major League Soccer. Zudem wurde er regelmäßig in der CONCACAF Champions League eingesetzt. Er war langjähriger Schiedsrichterassistent von Mark Geiger bei internationalen Einsätzen.
Als Schiedsrichterassistent von Geiger war Fletcher bei vielen internationalen Turnieren im Einsatz, darunter bei der U-20-Weltmeisterschaft 2011 in Kolumbien, beim olympischen Fußballturnier 2012 in London, bei der Klub-Weltmeisterschaft 2013 in Marokko, bei der Weltmeisterschaft 2014 in Brasilien, beim Konföderationen-Pokal 2017 in Russland und bei der Weltmeisterschaft 2018 in Russland.
2020 wurde er zum Manager of Senior Assistant Referees für die Professional Referee Organization ernannt.
Fletcher ist verheiratet und hat zwei Kinder.